# Steve Veltman
Steve Veltman (né le 4 août 1969 à Philadelphie) est un coureur cycliste américain, spécialiste du BMX.
Il est introduit au National BMX Hall Of Fame en 2010.

## Palmarès en BMX
- Saskatoon 1997
  - 8e du BMX
- Vallet 1999
  - 7e du BMX cruiser
- Cordoba 2000
  -  Médaillé de bronze du BMX cruiser

### Coupe du monde
- 2004 : 8e du classement général